# Gare de Deluz
Gare de Deluz vasútállomás Franciaországban, Deluz településen.

## Vasútvonalak
Az állomást az alábbi vasútvonalak érintik:
- Dole–Belfort-vasútvonal

## Kapcsolódó állomások
A vasútállomáshoz az alábbi állomások vannak a legközelebb:
- Gare de Novillars
- Gare de Laissey